# Aythya
Aythya er en slægt af fugle i familien af egentlige andefugle med 12 arter, der hovedsageligt er udbredt i Nordamerika og Eurasien. 

## Arter
De 12 arter i slægten:
- Stor taffeland (Aythya valisineria)
- Amerikansk taffeland (Aythya americana)
- Taffeland (Aythya ferina)
- Australsk taffeland (Aythya australis)
- Madagaskar hvidøjet and (Aythya innotata)
- Manchurerand (Aythya baeri)
- Hvidøjet and (Aythya nyroca)
- Newzealandsk troldand (Aythya novaeseelandiae)
- Halsbåndstroldand (Aythya collaris)
- Troldand (Aythya fuligula)
- Bjergand (Aythya marila)
- Lille bjergand (Aythya affinis)